# メルセデス・ベンツ・トゥーロ

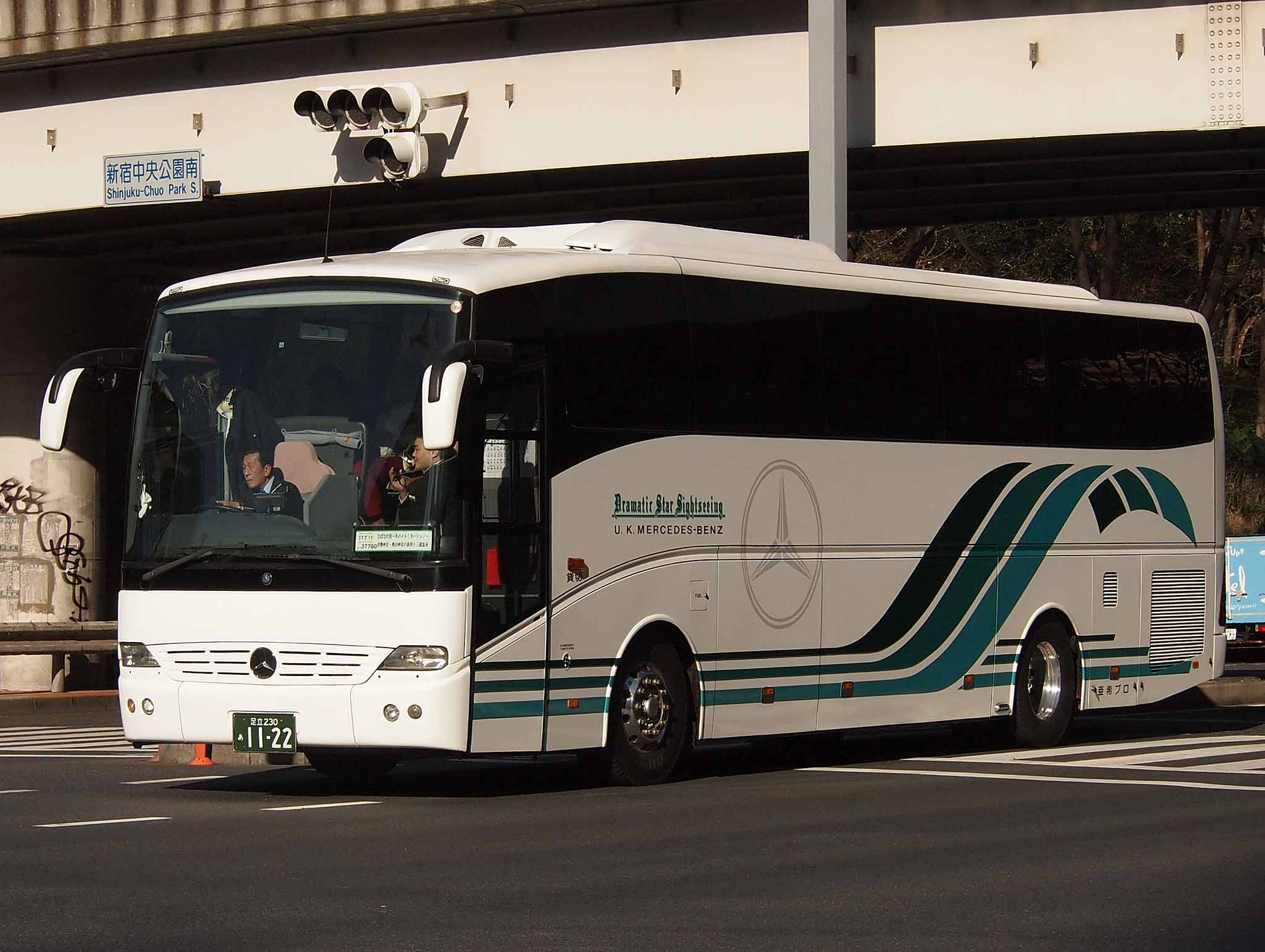
メルセデス・ベンツ・トゥーロ（亜希プロ）

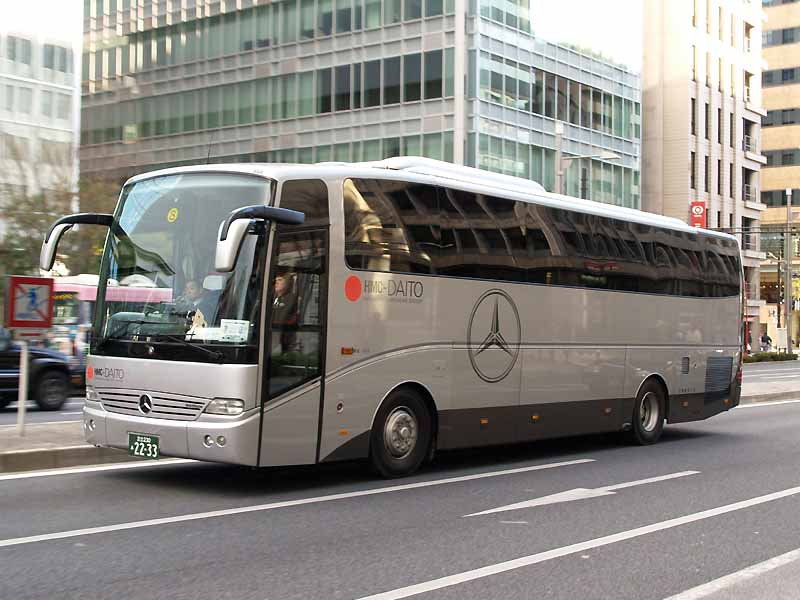
メルセデス・ベンツ・トゥーロ（HMC大東：当時）

トゥーロ（OC500RF Touro）は、ダイムラー・トラックがメルセデス・ベンツブランドでイギリス向けに販売する大型観光バスである。

## 概要
エンジンはOM457LA型を後部に搭載、これに電空式6速MTまたはZF製6速ATが組み合わされる。ブレーキはクノールブレムゼ製SB7000型ディスクブレーキを採用、ABS・ASR・電子制御ブレーキシステムで制御する。
座席はエボバス純正のリクライニングシートを採用、トイレを装備する場合は車両中央部右側に備わる。エアコンはエンジン直結式（22kW）を装備するため、床下の荷物室はトイレ付きの場合で10立方メートルを確保している。
車体の組み立てはポルトガルのアルフレード・カエターノが行っている。
日本への導入は、現時点では2006年に亜希プロによってイギリスから中古で輸入された2台のみである（その後1台をHMC東京に売却、2012年に除籍され総和観光が購入）。全幅が2.55mのままであり、特認で走行している。

### カタログスペック
- シャーシ：OC500RF（ホイールベース5.9m、最小回転半径10.35m）
- 最大寸法：12m（長さ）×2.55m（幅）×3.75m（高さ）
- 車両総重量：18t
- エンジン：OM457LA（排気量12リットル・直列6気筒）ターボチャージャー付き、ユーロ3適合
  - 最高出力：265kW(360PS)/1900rpm
  - 最大トルク：1650N.m/1100rpm
- タイヤ：295/80R22.5（ミシュラン、ホイールはアルコアが標準）
- 客席定員：53人（化粧室なし）または49人（化粧室付き）